# William Addy
William Addy (fl. 1685) fue un instructor de caligrafía y biblista que vivió en Londres en el siglo XVII.
En 1685, creó un sistema de taquigrafía a partir del de Jeremiah Rich.  Gozó de tanto éxito que, dos años después, se publicaron siguiendo este sistema la Biblia, el Nuevo Testamento y varios salmos.  La edición de 1695 de su obra llevaba el título de Stenographia, or the Art of Short-Writing compleated in a far more compendious methode than any yet extant  —que puede traducirse del inglés como «Estenografía, o el Arte de la Taquigrafía ejecutado en un método mucho más compendiosa que cualquier otra»—. Estaba ilustrado con grabados, y la Biblia iba acompañada de un retrato de Addy, grabado por Sturt a partir de una pintura de Barker.  El mismo grabador se encargó del resto de la obra.
En las siguientes ediciones de la Biblia, se incluyeron algunos cambios en las páginas introductorias y se dedicó el libro al rey Guillermo.  Todas las páginas de título están datadas en 1687.